# Arcesis
Arcesis là một chi bướm đêm thuộc họ Tortricidae.

## Các loài
- Arcesis anax Diakonoff, 1983
- Arcesis tetracona (Meyrick, 1907)
- Arcesis threnodes (Meyrick, 1905)